# Salvatore Bagni
Salvatore Bagni (* 25. September 1956 in Correggio) ist ein ehemaliger italienischer Fußballspieler, der während seiner aktiven Karriere für Carpi FC, AC Perugia, Inter Mailand, SSC Neapel und US Avellino aktiv war. Zudem absolvierte er 41 Partien für die italienische Fußballnationalmannschaft.

## Karriere

### Verein
Salvatore Bagni begann seine Karriere in der Jugendmannschaft von Carpi FC, für dessen Mannschaft er in der Saison 1975/76 erstmals in der Serie D auflief und in 30 Partien neun Treffer verbuchen konnte. Auch die darauffolgende Spielzeit verbrachte der Mittelfeldspieler bei Carpi und wurde zur Saison 1977/78 vom Erstligisten AC Perugia unter Vertrag genommen. Bagni etablierte sich bereits in seiner ersten Saison in der Serie A bei Perugia und erreichte mit der Mannschaft den siebten Schlussrang. In der folgenden Spielzeit, als er in 28 Ligapartien acht Treffer erzielte, schaffte der Verein als Zweitplatzierter hinter dem AC Mailand die Qualifikation für den UEFA-Pokal. Dies bedeutete den größten Erfolg in der Geschichte der AC Perugia. Die Mannschaft war dabei in allen 30 Ligaspielen ungeschlagen geblieben, verpasste jedoch aufgrund der vielen Unentschieden den Gewinn der Meisterschaft. Bei der folgenden Teilnahme am UEFA-Pokal gelang es nicht, die überzeugenden Leistungen in der Liga vom Vorjahr zu wiederholen.
Der Mittelfeldakteur überstand mit Perugia die erste Runde des Wettbewerbs mit einem knappen Erfolg über Dinamo Zagreb, doch in der zweiten Runde scheiterte die Mannschaft mit einem Gesamtergebnis von 4:1 gegen den griechischen Vertreter Aris Thessaloniki und schied frühzeitig aus dem Wettbewerb aus. Auch in der Serie A gelang es nicht mehr an die früheren Erfolge anzuknüpfen und nach einer Platzierung auf Rang zehn in der Saison 1979/80 folgte ein Jahr später als zweitletzter der höchsten Spielklasse der Abstieg in die Serie B. Bagni verließ daraufhin den Verein und unterzeichnete bei Inter Mailand. Seine erste Saison bei Inter begann erfolgreich, er absolvierte 27 Partien und erzielte fünf Treffer, womit am Saisonende der fünfte Rang errungen wurde. Zudem gelang es mit der Coppa Italia den nationalen Pokalwettbewerb zu gewinnen.
Auch in den folgenden zwei Spielzeiten wurden mit Rang 3 und 4 Abschlussplatzierungen erreicht, die erneut für die Teilnahme an einem internationalen Pokalwettbewerb berechtigten. Im Sommer 1984 unterschrieb Bagni beim SSC Neapel, mit dem er in der Saison 1986/87 die italienische Meisterschaft und den Pokal gewinnen konnte. Ein Jahr später vollzog er noch einmal einen Vereinswechsel und schloss sich dem Zweitligist US Avellino an. Nach einer Saison, in der Bagni wie während seiner gesamten Karriere stets zum Stammkader gehörte, beendete er im Alter von 33 Jahren seine aktive Laufbahn.

### Nationalmannschaft
Bagni wurde im Jahr 1978 vom damaligen Trainer Azeglio Vicini erstmals in den Kader der italienischen U-21-Auswahl berufen, für die er am 12. Februar 1978 in der Partie gegen Finnland debütierte. Bei seinem zweiten Einsatz für die U-21 am 8. März 1978 erzielte er bei der 2:1-Niederlage in England seinen ersten Treffer. Der Mittelfeldspieler absolvierte am 6. Januar 1981 unter Nationaltrainer Enzo Bearzot beim 1:1-Unentschieden gegen die Niederlande sein erstes Länderspiel für Italien. Bei seiner achten Partie für die Nationalmannschaft gelang ihm sein erstes Tor, als der Mittelfeldakteur beim 5:0-Sieg über Mexiko am 4. April 1984 in der ersten Spielminute den Führungstreffer für die Squadra Azzurra erzielte. Der Höhepunkt seiner Nationalmannschaftskarriere war die Berufung in das italienische Aufgebot zur Fußball-Weltmeisterschaft 1986. Bagni absolvierte alle vier Partien der Italiener und scheiterte nach der 0:2-Niederlage im Achtelfinale gegen Frankreich. Sein letztes Länderspiel bestritt er am 5. Dezember 1987 gegen Portugal.
Zudem bestritt er am 2. Mai 1979 mit der italienischen Olympiaauswahl ein Länderspiel gegen Griechenland. Beim 4:0-Sieg konnte der Mittelfeldspieler dabei einen Treffer verbuchen.